# Kozarevo
Kozarevo (bulgariska: Козарево) är ett distrikt i Bulgarien.   Det ligger i kommunen obsjtina Tundzja och regionen Jambol, i den östra delen av landet, 270 km öster om huvudstaden Sofia.
Trakten runt Kozarevo består till största delen av jordbruksmark. Runt Kozarevo är det ganska glesbefolkat, med 24 invånare per kvadratkilometer.